# Muscolo corrugatore del sopracciglio
Il muscolo corrugatore del sopracciglio è un piccolo e breve muscolo di forma piramidale, posizionato all'estremità mediale del sopracciglio, sotto al muscolo frontale e all'orbicolare dell'occhio.
Esso origina dall'estremità mediale dell'arcata sopraccigliare; e le sue fibre passano sopra e lateralmente, fra la palpebra e la porzione orbitale dell'orbicolare dell'occhio, e si vanno ad inserire sulla superficie profonda della pelle, sopra il centro dell'arcata orbitale.

## Azione
Il corrugatore tira il sopracciglio in basso e medialmente, producendo rughe verticali della fronte.
Esso è il "muscolo della disapprovazione", e può essere ritenuto come il principale muscolo nelle espressioni di sofferenza.

## Altre immagini

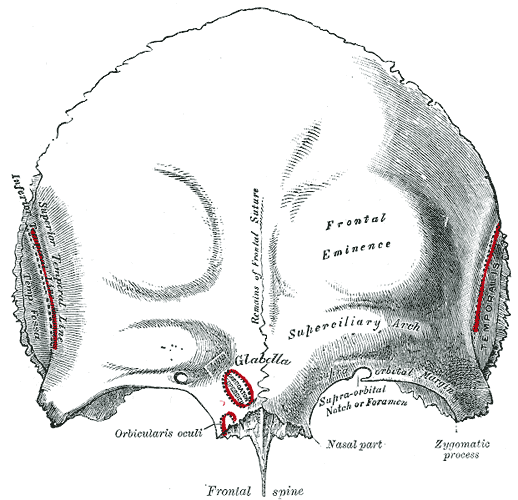
Osso frontale. Superficie esterna.